# Nioboholtita
La nioboholtita és un mineral de la classe dels silicats, que pertany al grup de la holtita. Rep el seu nom de la holtita i la seva relació amb el niobi.

## Característiques
La nioboholtita és un element químic de fórmula química (Nb0.6◻0.4)Al₆BSi₃O₁₈. Cristal·litza en el sistema ortoròmbic.

## Formació i jaciments
Va ser descoberta a la mina Mt. Szklana, a la localitat de Ząbkowice, al voivodat de Baixa Silèsia (Polònia). Es tracta de l'únic indret de tot el planeta on ha estat descrita aquesta espècie mineral.